# Sender Magdeburg (Stadt)
Der Sender Magdeburg (Stadt) ist ein direkt in der Stadt Magdeburg auf der Langen Lake erbauter Sendeturm zum Zweck der Verbreitung von DVB-T. Mit 160 Metern Höhe ist der Sendemast Magdeburgs höchstes Bauwerk. Der Sendeturm versorgt das gesamte Magdeburger Stadtgebiet und Umland mit digital-terrestrischem Fernsehen.
Am 31. Mai 2016 begann die Pilotbetrieb-Ausstrahlung von DVB-T2 HD Programmen.
Am 29. März 2017 endete die Ausstrahlung von DVB-T-Programmen und der Regelbetrieb von DVB-T2 HD wurde aufgenommen. Seitdem senden im DVB-T2-Standard die Programme der ARD (MDR-Mux), des ZDF sowie das kommerzielle Angebot von freenet TV (in Irdeto verschlüsselt) im HEVC-Videokodierverfahren und in Full-HD-Auflösung.

## Frequenzen und Programme

### Digitales Fernsehen (DVB-T2)
Die DVB-T2 HD-Ausstrahlungen der öffentlich-rechtlichen Programme aus Magdeburg sind im Gleichwellenbetrieb (Single Frequency Network) mit anderen Sendestandorten.
Alle kursiv dargestellten Sender sind verschlüsselt und nur über die DVB-T2 HD-Plattform freenet TV empfangbar.
| Kanal | Frequenz (MHz) | Multiplex                                                | Programme im Multiplex | ERP (kW) | Antennendiagramm rund (ND)/ gerichtet (D) | Polarisation horizontal (H) / vertikal (V) | Modulationsverfahren | FEC | Guardintervall | Bitrate (MBit/s) | Gleichwellennetz (SFN)         |
| ----- | -------------- | -------------------------------------------------------- | --- | -------- | ----------------------------------------- | ------------------------------------------ | -------------------- | --- | -------------- | ---------------- | ------------------------------ |
| 45    | 666            | MDR 1 (ARD)                                              | - Das Erste HD - tagesschau24 HD - MDR Sachsen HD - MDR S-Anhalt HD - MDR Thüringen HD - NDR FS NDS HD - rbb Brandenburg HD - SWR BW HD                                                              | 100      | ND                                        | V                                          | 64-QAM               | 3/5 | 19/256         | 23,6             | Brocken, Magdeburg             |
| 34    | 578            | MDR 2 (ARD)                                              | - arte HD - PHOENIX HD - ONE HD - BR Fernsehen HD - hr-fernsehen HD - WDR HD Köln - ARD-alpha HD (Internet) 1) - SWR BW HD (Internet) 1)                                                             | 100      | ND                                        | V                                          | 64-QAM               | 3/5 | 19/256         | 23,6             | Brocken, Magdeburg             |
| 37    | 602            | Substream 0: ZDF (ZDFmobil) Substream 1: MEDIA BROADCAST | Substream 0: - ZDF HD - ZDFinfo HD - zdf_neo HD - 3sat HD - KiKA HD Substream 1: - freenet.TV connect                                                                                                | 50       | ND                                        | V                                          | 64-QAM               | 3/5 | 19/128         | 22               | Brocken, Wittenberg, Magdeburg |
| 46    | 674            | MEDIA BROADCAST (RTL Group)                              | - RTL HD - VOX HD - SUPER RTL HD - RTL II HD - n-tv HD - RTL NITRO HD - Tele 5 HD | 50       | ND                                        | V                                          | 64-QAM               | 2/3 | 1/16           | 27,6             | -                              |
| 29    | 538            | MEDIA BROADCAST (ProSiebenSat.1 Media)                   | - SAT.1 HD - ProSieben HD - kabel eins HD - SIXX HD - Pro7 MAXX HD - SAT.1 Gold HD - Sport1 HD | 50       | ND                                        | V                                          | 64-QAM               | 2/3 | 1/16           | 27,6             | -                              |
| 48    | 690            | MEDIA BROADCAST                                          | Substream 0: - Disney Channel HD - N24 HD - DMAX HD - Eurosport 1 HD - nickelodeon HD - test - QVC HD - HSE24 HD - Bibel TV HD Substream 1: - freenet.TV Info - ssu (System Software Update service) | 50       | ND                                        | V                                          | 64-QAM               | 2/3 | 1/16           | 27,6             | -                              |

  1)Für den Empfang von ARD-alpha HD (Internet) und SWR BW HD (Internet) ist ein hbb-TV fähiges Endgerät erforderlich.

### Digitales Fernsehen (DVB-T)
Die DVB-T-Ausstrahlungen vom Standort Magdeburg (Stadt) liefen seit 9. Oktober 2007 und waren im Gleichwellenbetrieb (Single Frequency Network) mit anderen Sendestandorten. Sie wurden am 29. März 2017 eingestellt.
| Kanal | Frequenz (MHz) | Multiplex                         | Programme im Multiplex | ERP (kW) | Antennendiagramm rund (ND)/ gerichtet (D) | Polarisation horizontal (H) / vertikal (V) | Modulationsverfahren | FEC | Guardintervall | Bitrate (MBit/s) | Gleichwellennetz (SFN)                                      |
| ----- | -------------- | --------------------------------- | --- | -------- | ----------------------------------------- | ------------------------------------------ | -------------------- | --- | -------------- | ---------------- | ----------------------------------------------------------- |
| E29   | 538            | ARD Digital (MDR)                 | - Das Erste (MDR) - ARTE - Phoenix - One                                                                                     | 100      | ND                                        | V                                          | 64-QAM               | 2/3 | 1/4            | 19,91            | Brocken (Harz), Magdeburg (Stadt)                           |
| E34   | 578            | ARD regional (MDR Sachsen-Anhalt) | - MDR Fernsehen (Sachsen-Anhalt) - rbb Fernsehen (Brandenburg) - WDR Fernsehen (Studio Köln) - NDR Fernsehen (Niedersachsen) | 100      | ND                                        | V                                          | 64-QAM               | 2/3 | 1/4            | 19,91            | Brocken, Magdeburg (Stadt), Dequede (Osterburg) TV/UKW-Turm |
| E30   | 546            | ZDFmobil                          | - ZDF - 3sat - ZDFinfo - KiKA (06–21:00 Uhr)/ZDFneo (21–06:00 Uhr)                                                           | 50       | ND                                        | V                                          | 16-QAM (8-k-Modus)   | 2/3 | 1/4            | 13,27            | Brocken, Magdeburg (Stadt), Lutherstadt Wittenberg          |